# Sue Ane Langdon
Sue Ane Langdon, nata Sue Lookhof (Paterson, 8 marzo 1936), è un'attrice statunitense.

## Biografia
Nata a Paterson (New Jersey) con il nome di Sue Lookhof, esordì nel 1961 nel film Il grande impostore, nella parte di Eulalia, giovane ragazza innamorata del personaggio di Tony Curtis.
Fece numerose comparse in film e produzioni televisive, tra cui The Honeymooners, nella parte di Alice Kramden.

## Filmografia parziale

### Cinema
- Il grande impostore (The Great Impostor), regia di Robert Mulligan (1961)
- Gli indomabili dell'Arizona (The Rounders), regia di Burt Kennedy (1965)
- Una splendida canaglia (A Fine Madness), regia di Irvin Kershner (1966)
- Frankie e Johnny (Frankie and Johnny), regia di Frederick de Cordova (1966)
- Una guida per l'uomo sposato (A Guide for the Married Man), regia di Gene Kelly (1967)
- Un agente chiamato Daggher (A Man Called Dagger), regia di Richard Rush (1968)
- Non stuzzicate i cowboys che dormono (The Cheyenne Social Club), regia di Gene Kelly (1970)
- The Evictors, regia di Charles B. Pierce (1979)
- Horror - Caccia ai terrestri (Without Warning), regia di Greydon Clark (1980)
- Zapped! - Il college più sballato d'America (Zapped!), regia di Robert J. Rosenthal (1982)
- UHF - I vidioti (UHF), regia di Jay Levey (1989)

### Televisione
- Bourbon Street Beat – serie TV, episodio 1x10 (1959)
- Scacco matto (Checkmate) – serie TV, episodio 1x08 (1960)
- Goodyear Theatre – serie TV, episodio 3x14 (1960)
- Surfside 6 – serie TV, episodi 1x05-1x33 (1960-1961)
- Outlaws – serie TV, episodio 1x15 (1961)
- I detectives (The Detectives) – serie TV, episodio 3x04 (1961)
- Indirizzo permanente (77 Sunset Strip) – serie TV, 2 episodi (1961-1963)
- Follow the Sun – serie TV, episodio 1x26 (1962)
- Gunsmoke – serie TV, episodio 7x19 (1962)
- Thriller – serie TV, episodio 2x21 (1962)
- Bonanza – serie TV, episodio 6x25 (1965)
- Selvaggio west (The Wild Wild West) – serie TV, episodio 1x16 (1966)

## Doppiatrici italiane
- Renata Marini in Il grande impostore
- Vittoria Febbi in Una splendida canaglia
- Rita Savagnone in Una guida per l'uomo sposato